# 南三环路站
南三环路站是徐州地铁3号线的地铁站，位于中华人民共和国江苏省徐州市泉山区解放南路与三环南路交叉口，于2021年6月28日开通。

## 车站结构
南三环路站沿解放南路南北设置，为地下三层岛式站台车站，车站长217.5米，标准段宽21.5米，车站地下一层为解放南路行车隧道，地下二层为站厅层，地下三层为站台层，站台设置全高站台门。建设中的4号线车站沿三环南路路南东西设置，为地下四层岛式站台车站，车站长206.1米，宽度22.3米，车站地下二层为站厅层，地下四层为站台层，两线预计将采用T型换乘形式，换乘节点连接3号线站台中部与4号线站台东侧。
| 地面              | 出入口 | 1、2、3出入口                                                                                                 |
| 地下一层          | 隧道   | 解放南路行车隧道                                                                                              |
| 地下二层          | 站厅   | 客服中心、自动售票机、验票机                                                                                  |
| 地下三层          | 站台   | \| \| \| █ 3号线往振兴大道（矿大文昌校区） \| \| 島式 · 開左邊车门 \| \| \| \| \| \| █ 3号线往银山（翟山） \| |
|                   |        | █ 3号线往振兴大道（矿大文昌校区）                                                                             |
| 島式 · 開左邊车门 |        | |
|                   |        | █ 3号线往银山（翟山）                                                                                         |

## 车站出口
南三环路站共设3个出入口，各出口及周围设施如下所示：
| 出口编号            | 照片 | 出口指示         | 建议前往的目的地                           |
| ------------------- | ---- | ---------------- | ------------------------------------------ |
| 1 · 出口 · （设有） |      | 解放南路（西侧） | 管道二公司北一区，中国矿业大学成人教育学校 |
| 2 · 出口            |      | 北京北路（西侧） | 管道二公司南一区                           |
| 3 · 出口            |      | 解放南路（东侧） | 中国矿业大学文昌校区                       |
| 图例： 设有         |      |                  |                                            |

## 接驳交通

### 公交车
- 三环南路地铁站：20路，72路，95路
- 三环南路地铁站(北京路)：11路，19路，36路，61路，79路，95路，199路

## 车站历史
本站工程名为南三环站，正式站名为南三环路站，以车站横跨的南三环路命名。
- 2021年6月28日，车站随3号线一期通车开通[1]。
- 2024年4月5日，4号线车站主体结构封顶[6]。